# Teruel (provins)
Teruel är en provins i den autonoma regionen Aragonien i nordöstra Spanien. Huvudstad i provinsen är Teruel.
Teruel gränsar till provinserna Tarragona, Castellón, Valencia (inklusive enklaven Rincón de Ademuz), Cuenca, Guadalajara, och Zaragoza.
Provinsen har en yta av  14 809 km² och den totala folkmängden uppgår till 138 686 (2006). Provinsen är indelad i 236 kommuner varav mer än hälften har ett invånarantal under 200 personer.